# Сергеевка (Шумячский район)
Сергеевка — деревня в Шумячском районе Смоленской области России. Входит в состав Надейковичского сельского поселения. Население — 36 жителей (2007 год).
Расположена в юго-западной части области в 37 км к западу от Шумячей. В 33 км юго-восточнее деревни расположена железнодорожная станция Осва на линии Рославль — Кричев.

## История
В годы Великой Отечественной войны деревня была оккупирована гитлеровскими войсками в августе 1941 года, освобождена в сентябре 1943 года.